# Liga Leumit 1993-1994 (pallacanestro)
La Liga Leumit 1993-1994 è stata la 40ª edizione del massimo campionato israeliano di pallacanestro maschile. La vittoria finale è stata ad appannaggio del Maccabi Tel Aviv.

## Regular season
|  |     | Squadra               | G  | V  | P  | PF   | PS   | PF/PS | Pt | Qualificazione              |
|  | --- | --------------------- | -- | -- | -- | ---- | ---- | ----- | -- | --------------------------- |
|  | 1.  | Maccabi Tel Aviv      | 26 | 24 | 2  | 2394 | 1890 | +504  | 50 | playoffs                    |
|  | 2.  | Hapoel Tel Aviv       | 26 | 17 | 9  | 2153 | 2037 | +116  | 43 | playoffs                    |
|  | 3.  | Hapoel Gerusalemme    | 26 | 17 | 9  | 2234 | 2185 | +49   | 43 | playoffs                    |
|  | 4.  | Bnei Herzliya         | 26 | 16 | 10 | 2304 | 2217 | +87   | 42 | playoffs                    |
|  | 5.  | Hapoel Eilat          | 26 | 15 | 11 | 2322 | 2335 | -13   | 41 |                             |
|  | 6.  | Hapoel Galil Elyon    | 26 | 15 | 11 | 2223 | 2128 | +95   | 41 |                             |
|  | 7.  | Maccabi Rishon LeZion | 26 | 14 | 12 | 2359 | 2362 | -3    | 40 |                             |
|  | 8.  | Maccabi Ramat Gan     | 26 | 10 | 16 | 2243 | 2332 | -89   | 37 |                             |
|  | 9.  | Hapoel Holon          | 26 | 10 | 16 | 2329 | 2360 | -31   | 36 |                             |
|  | 10. | Beitar Ramat Gan      | 26 | 10 | 16 | 2185 | 2310 | -125  | 36 |                             |
|  | 11. | Hapoel Giv'atayim     | 26 | 9  | 17 | 2230 | 2344 | -114  | 35 |                             |
|  | 12. | Hapoel Gvat           | 26 | 9  | 17 | 2078 | 2210 | -132  | 35 |                             |
|  | 13. | Hapoel Nahariya       | 26 | 8  | 18 | 2210 | 2390 | -180  | 34 | retrocesse in Liga Leumit B |
|  | 14. | Hapoel Gilboa/Afula   | 26 | 7  | 19 | 2176 | 2340 | -164  | 33 | retrocesse in Liga Leumit B |

## Playoffs
|  | Semifinali       | Semifinali       | Semifinali       | Semifinali       | Semifinali | Semifinali | Semifinali |  |  | Finale           | Finale           | Finale           | Finale           | Finale | Finale | Finale |  |
|  |                  |                  |                  |                  |            |            |            |  |  |                  |                  |                  |                  |        |        |        |  |
|  | Maccabi Tel Aviv | Maccabi Tel Aviv | Maccabi Tel Aviv | Maccabi Tel Aviv | 101        | 66         | 95         |  |  |                  |                  |                  |                  |        |        |        |  |
|  | Bnei Herzliya    | Bnei Herzliya    | Bnei Herzliya    | Bnei Herzliya    | 79         | 63         | 79         |  |  | Maccabi Tel Aviv | Maccabi Tel Aviv | Maccabi Tel Aviv | Maccabi Tel Aviv | 76     | 88     | 79     |  |
|  | Hapoel Tel Aviv  | Hapoel Tel Aviv  | 72               | 81               | 89         | 81         | 85         |  |  | Hapoel Tel Aviv  | Hapoel Tel Aviv  | Hapoel Tel Aviv  | Hapoel Tel Aviv  | 72     | 69     | 69     |  |
|  | H. Gerusalemme   | H. Gerusalemme   | 83               | 69               | 87         | 82         | 83         |  |  |                  |                  |                  |                  |        |        |        |  |

## Squadra vincitrice
|    | Naz.                                        | Ruolo | Sportivo         | Anno | Alt. |  |  |
| -- | ------------------------------------------- | ----- | ---------------- | ---- | ---- |  |  |
| 4  | Israele (bandiera)                          | AG    | Nadav Henefeld   | 1968 | 200  |  |  |
| 5  | Israele (bandiera)                          | A     | Motti Daniel     | 1963 | 198  |  |  |
| 6  | Israele (bandiera)                          | P     | Guy Goodes       | 1971 | 190  |  |  |
| 7  | Regno Unito (bandiera)                      | C     | Spencer Dunkley  | 1969 | 210  |  |  |
| 8  | Stati Uniti (bandiera) · Israele (bandiera) | C     | LaVon Mercer     | 1958 | 208  |  |  |
| 9  | Israele (bandiera)                          | P     | Israel Elimelech | 1960 | 188  |  |  |
| 10 | Israele (bandiera)                          | G     | David Adler      | 1974 | 192  |  |  |
| 11 | Israele (bandiera)                          | P     | Alon Ben Zaken   | 1970 | 185  |  |  |
| 12 | Israele (bandiera)                          | G     | Doron Jamchi     | 1961 | 198  |  |  |
| 13 | Israele (bandiera)                          | C     | Eyal Sayar       | 1973 | 205  |  |  |
| 14 | Stati Uniti (bandiera)                      | A     | Wendell Alexis   | 1964 | 203  |  |  |
| 15 | Stati Uniti (bandiera) · Israele (bandiera) | C     | Terry Fair       | 1960 | 204  |  |  |
|    | Israele (bandiera)                          | ALL   | Muli Katzurin    |      |      |  |  |